# 홍대입구역
홍대입구역(Hongik University Station, 弘大入口驛)은 서울특별시 마포구 양화로에 있는 서울 지하철 2호선과 수도권 전철 경의·중앙선, 인천국제공항철도의 환승역이다. 개통 이전은 동교역(東橋驛)이었으나, 인근에 홍익대학교가 있어 현재의 역명을 쓰게 되었다.

## 역사
- 1983년 6월 30일: 동교역으로 역명 결정[2]
- 1984년 5월 18일: 홍대입구역으로 역명 변경[3]
- 1984년 5월 22일: 서울 지하철 2호선 서울대입구 ~ 을지로입구 구간 개통과 함께 영업 개시, 출구 6개
- 2006년 4월 25일: 3번 출구, 4번 출구 폐쇄 (인천국제공항철도 건설)
- 2007년 7월: 2호선 승강장 스크린도어 설치
- 2010년 12월 29일: 인천국제공항철도 2단계 (김포공항 - 서울) 구간 개통 (출구 9개)으로 환승역이 됨
- 2012년 12월 15일: 수도권 전철 경의선 2단계 용산선 구간 (디지털미디어시티 - 공덕) 구간 개통 및 6번 출구 개방 및 3개 노선 환승역이 됨
- 2014년 12월 27일: 문산역 ~ 용문역간 수도권 전철 경의·중앙선 직결 운행 개시됨

## 역 구조
서울 지하철 2호선 승강장에서 인천국제공항철도 및 용산선 승강장까지 환승 통로가 약 400 m로, 수도권 전철의 역 중에서는 긴 편이다. 잠실역의 환승통로가 200m인 것을 감안하면, 잠실역 환승통로를 1회 왕복 하는 것과 거리가 비슷하다. 따라서 환승 통로에는 무빙워크가 설치되어 있다. 모든 승강장에 스크린도어가 설치되어 있다. 출구는 서울교통공사 소속 4개(1, 2, 8, 9), 공항철도 소속 3개(3, 4, 5), 한국철도공사 소속 2개(6, 7)로 총 9개가 있다.

### 2호선 승강장
지하 2층 규모의 지하역으로, 지하 1층에 교통카드충전·승차권 발매기와 개찰구, 맞이방이 있으며, 지하 2층에 승강장이 있다. 승강장은 1면 2선의 섬식 승강장이다. 역 앞에는 회차선 겸 유치선이 설치되어 있으며, 일부 열차가 이 유치선을 이용하여 이 역에서 시·종착한다. 출입구는 서울 지하철 2호선 개통 당시에는 6개였으나, 3번 출구와 4번 출구가 인천국제공항철도 공사 관계로 인하여 2006년 4월 25일에 폐쇄되었고, 구 5번 출구가 4번 출구로, 구 6번 출구가 5번 출구로 바뀌었다. 3번 출구는 2010년 12월 29일 공항철도 개통 때 다시 개설되었으며, 개통 전의 4번 출구가 8번 출구로, 5번 출구가 9번 출구로 바뀌었다.
| 합정 ↑   |
| 내 외 \| |
| ↓ 신촌   |

| 내선 순환 | ● 서울 지하철 2호선 | 신촌 · 시청 · 신당 · 왕십리 방면       |
| 외선 순환 | ● 서울 지하철 2호선 | 합정 · 당산 · 영등포구청 · 신도림 방면 |

### 경의·중앙선 승강장
지하 1층에 2면 2선의 상대식 승강장이 있으며, 역무 시설은 지하 2층에 있다. 출입구와 맞이방은 공항철도 역과 공유한다.
| ↑ 서강대 |
| ２ \| １ |
| 가좌 ↓   |

| 1 | ● 수도권 전철 경의·중앙선 | 백마 · 금촌 · 파주 · 문산 방면               |
| 2 | ● 수도권 전철 경의·중앙선 | 용산 · 이촌 · 회기 · 덕소 · 용문 · 지평 방면 |

### 인천국제공항철도 승강장
지하 4층에 승강장이 있으며, 역무 시설은 지하 2층에 있다. 승강장은 2면 2선의 상대식 승강장이다.
| ↑ 공덕             |
| \| 하              |
| 디지털미디어시티 ↓ |

| 상행 | ● 인천국제공항철도 | 공덕 · 서울 방면                                          |
| 하행 | ● 인천국제공항철도 | 디지털미디어시티 · 김포공항 · 검암 · 인천공항2터미널 방면 |

## 역 주변
역 주변 상권은 홍대앞 혹은 홍대라고 불리며, 서울특별시의 주요 상권 중 하나이다. 많은 인디 밴드들이 모여 공연을 하는 곳으로도 유명하다.
| 나가는 곳 | 방면                                                                            |
| --------- | ------------------------------------------------------------------------------- |
| 1         | 서교주민센터 파라다이스텔 CGV 홍대                                              |
| 2         | 홍익디자인고등학교 경성중학교 경성고등학교 kt신촌지사 한국특허정보원 현대캐피탈 |
| 3         | 연남치안센터 한국특허정보원 동방사회복지회 코오롱하늘채아파트                   |
| 4         | 동교동삼거리 동교치안센터                                                       |
| 5         | 동교동우편취급국                                                                |
| 6         | 김대중도서관 경의선책거리 동교동우편취급국                                      |
| 7         | 윗잔다리어린이공원 경의선책거리 동교치안센터 서울서교초등학교                   |
| 8         | 롯데시네마 홍대입구 카카오프렌즈홍대플래그십스토어 서울서교초등학교 미래프라자  |
| 9         | 홍익대학교 마포평생학습관 기업은행 홍대역점 LG팰리스 푸르지오 서교호텔 푸르지오 |

## 사진

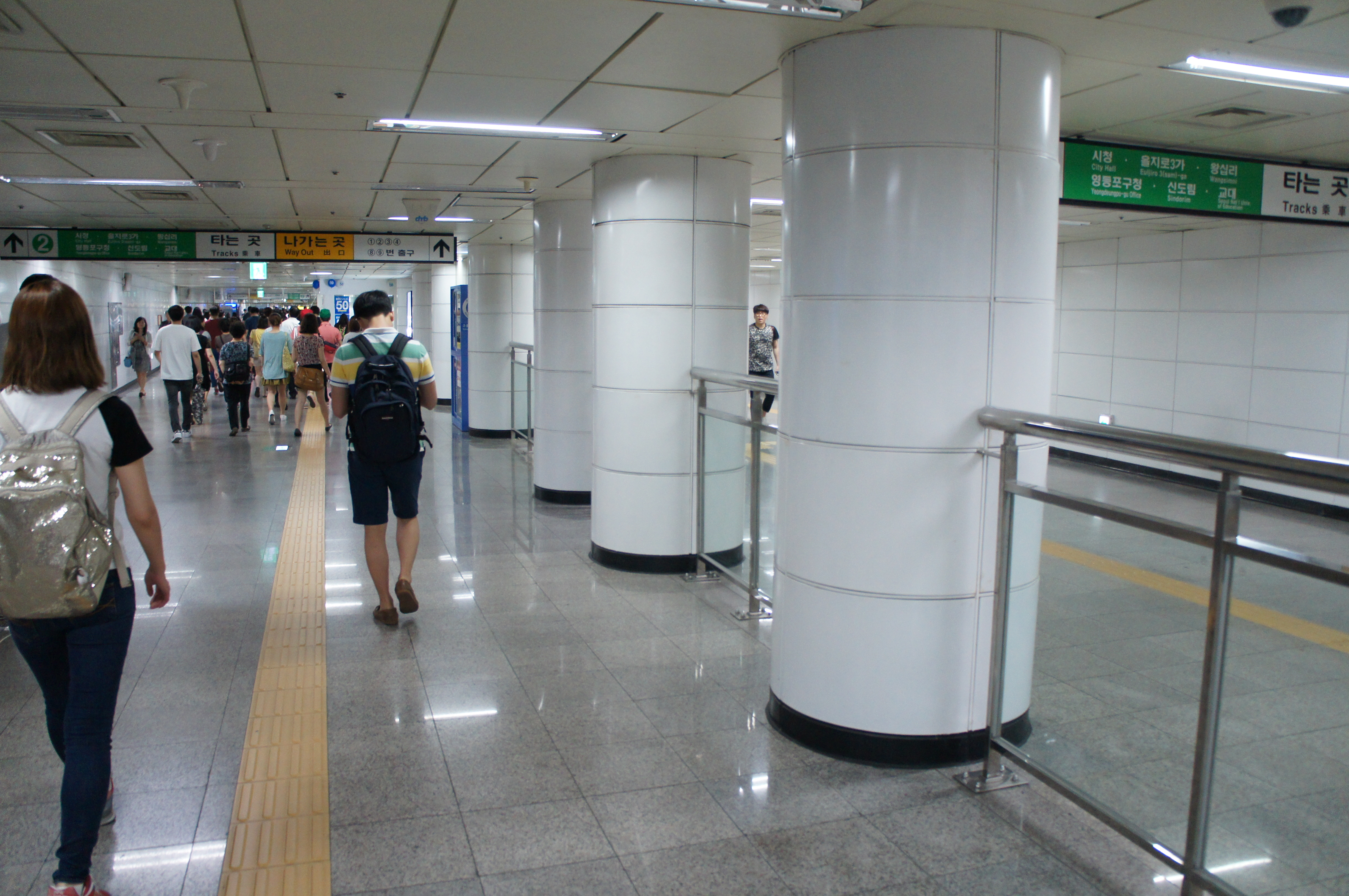
2호선 대합실/환승 통로
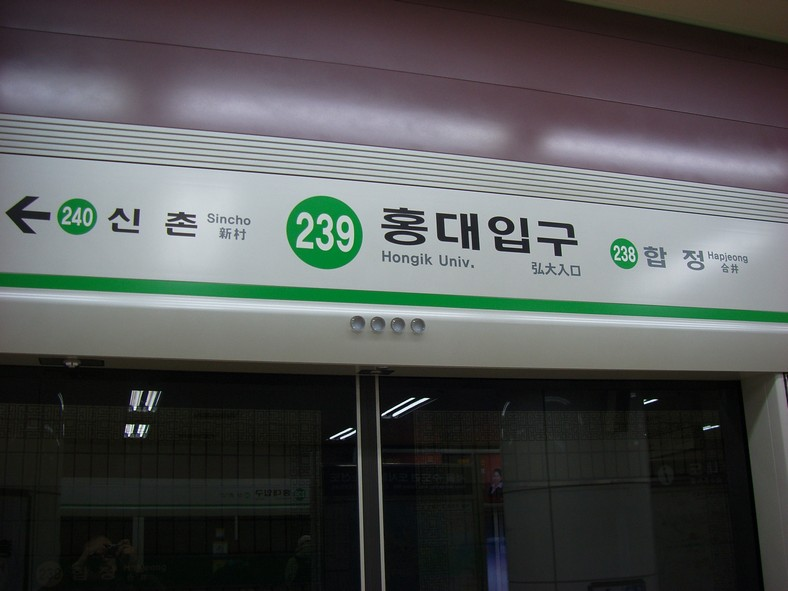
스크린도어 상단 역명 표기 (2호선)
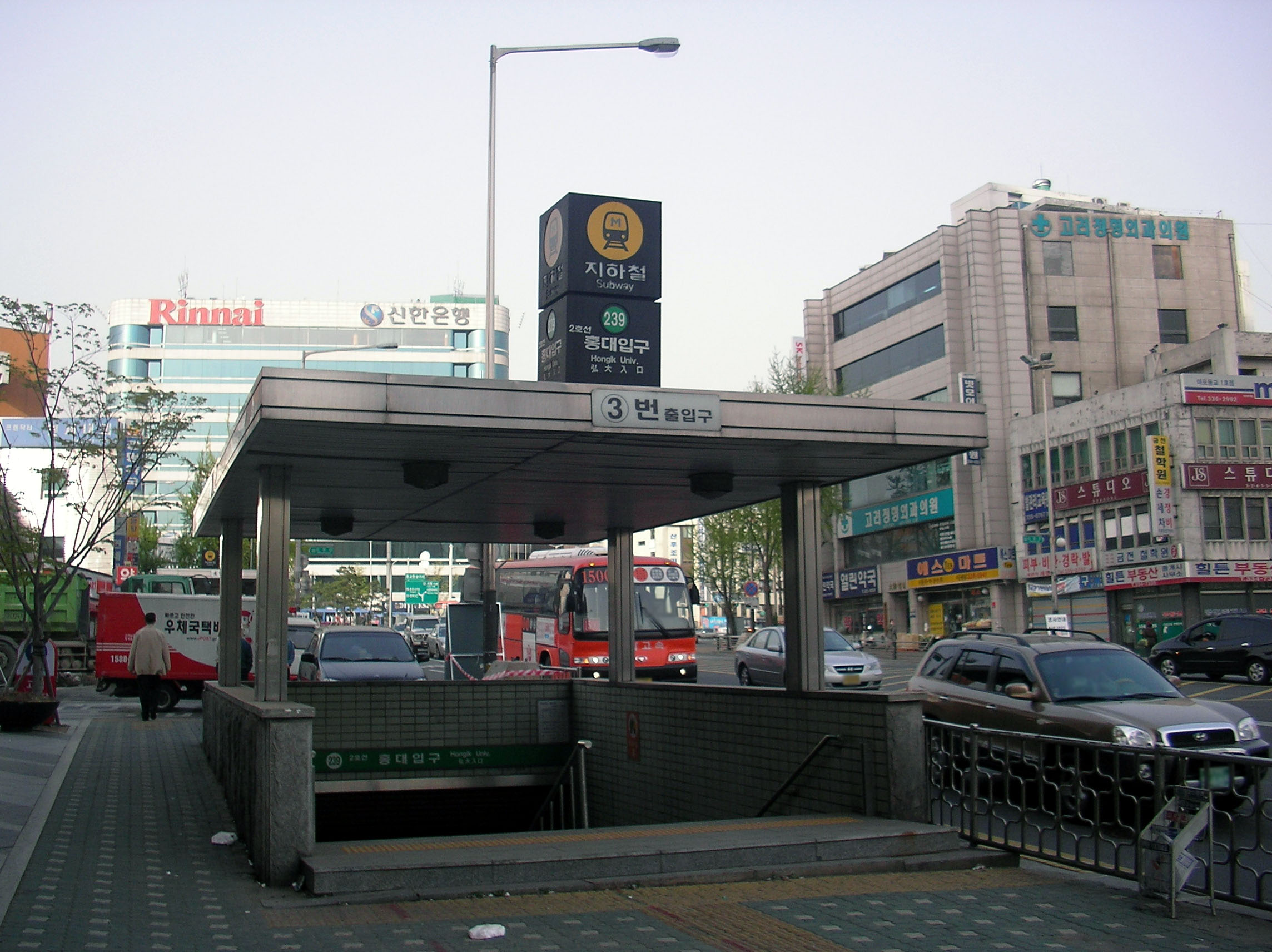
구 3번 출구 (2006년 4월 24일)
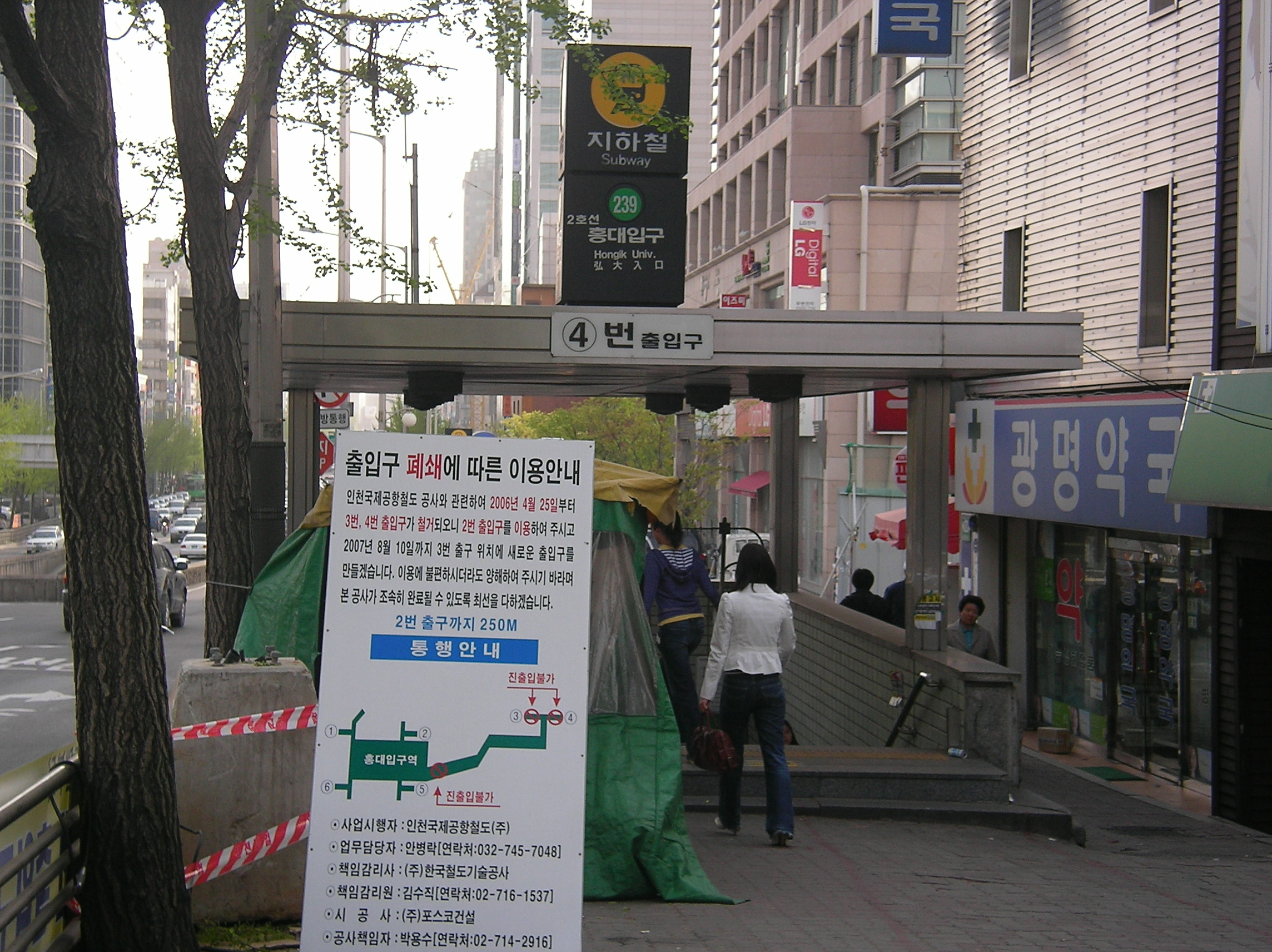
구 4번 출구 (2006년 4월 24일)
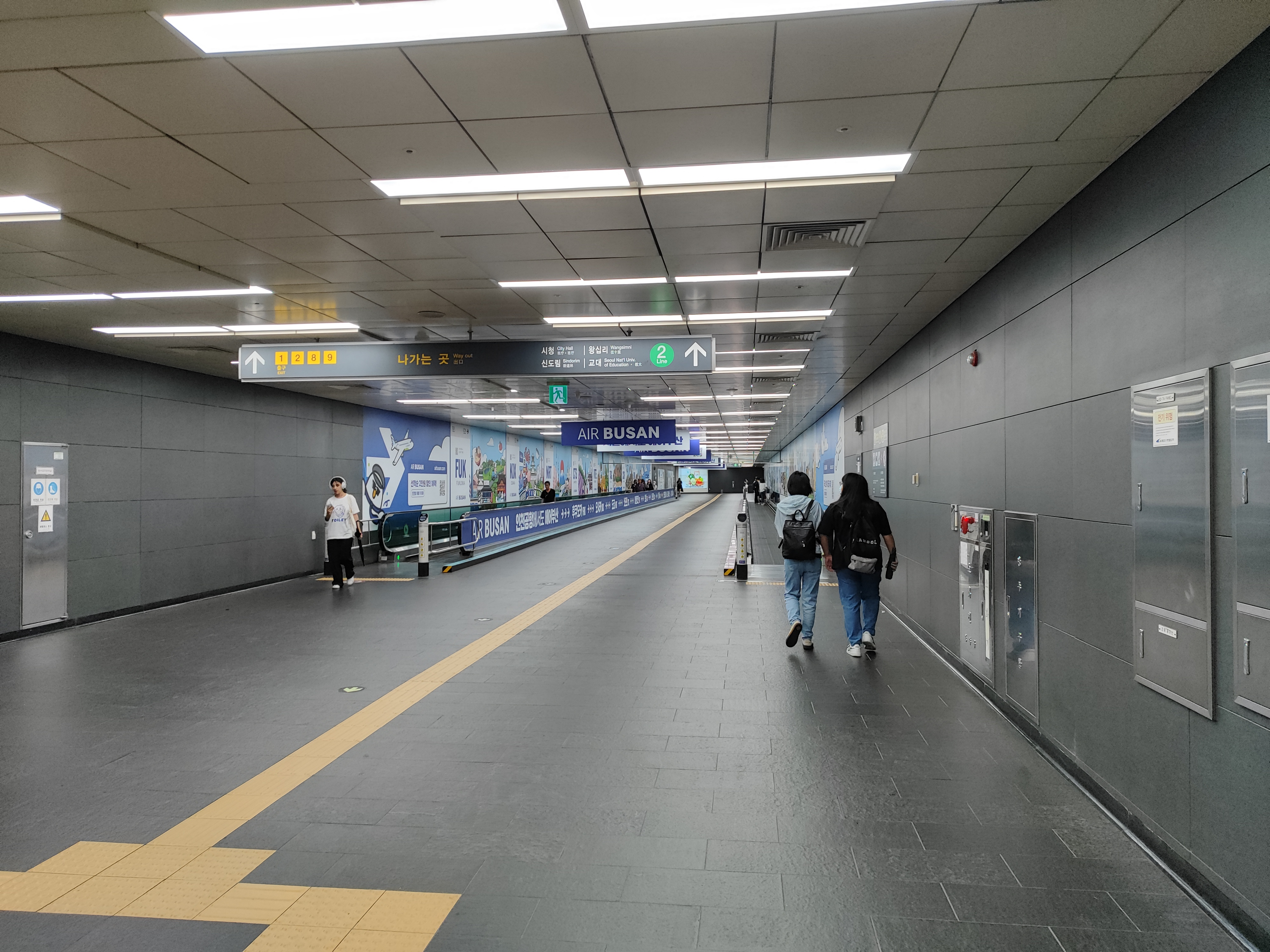
환승 통로
공항철도 개찰구
1번 출구
2번 출구
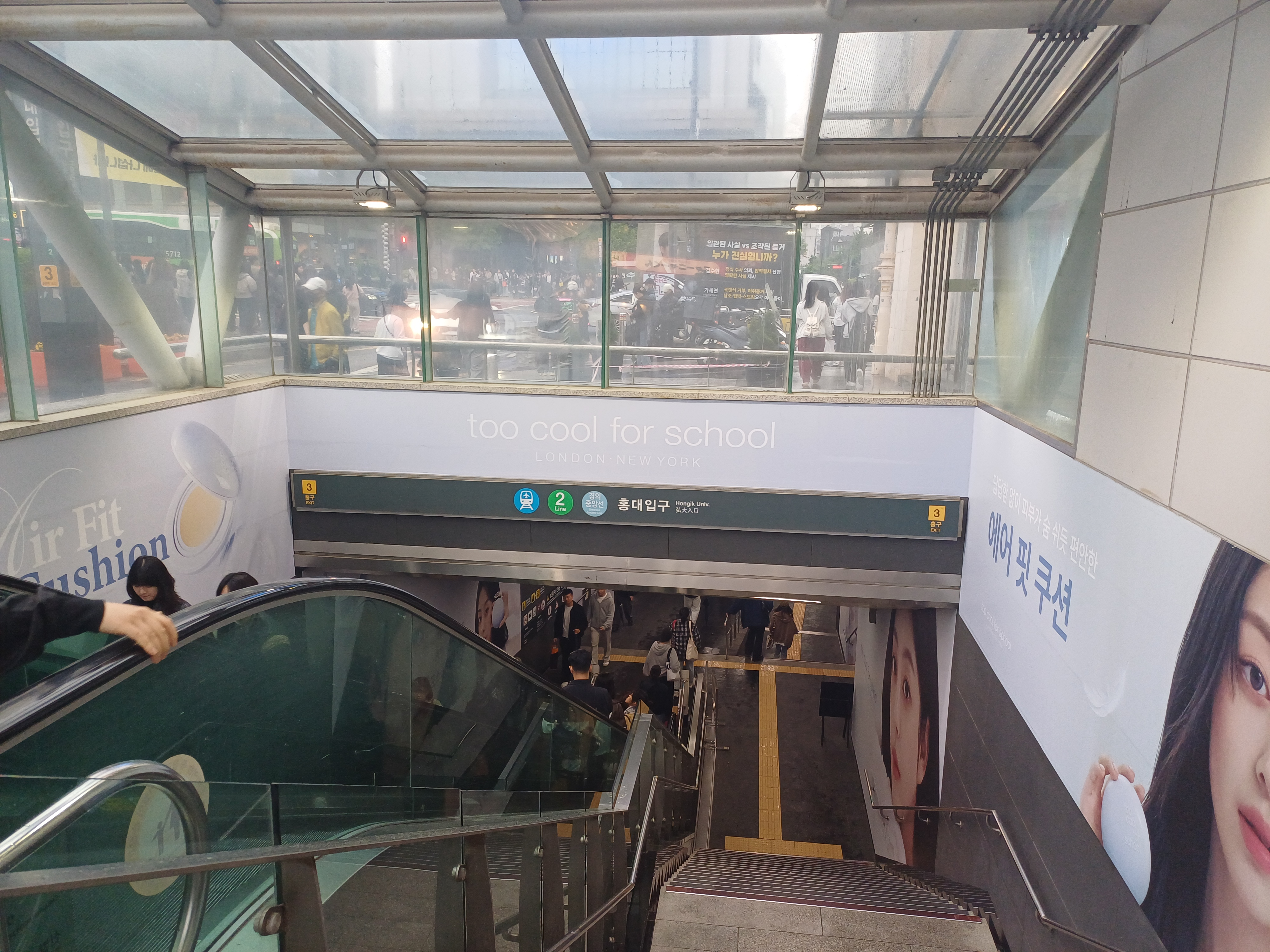
3번 출구
4번 출구
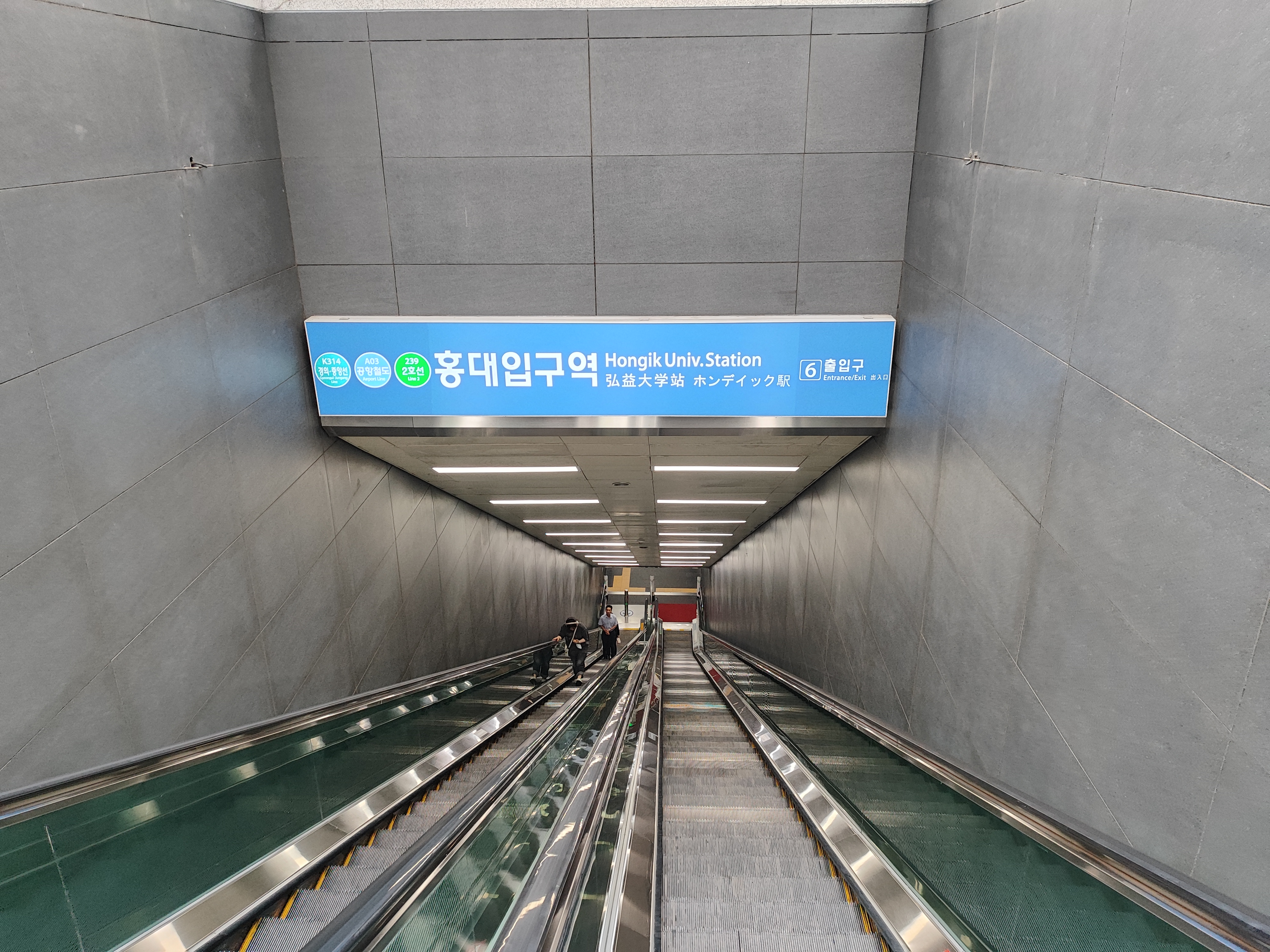
6번 출구
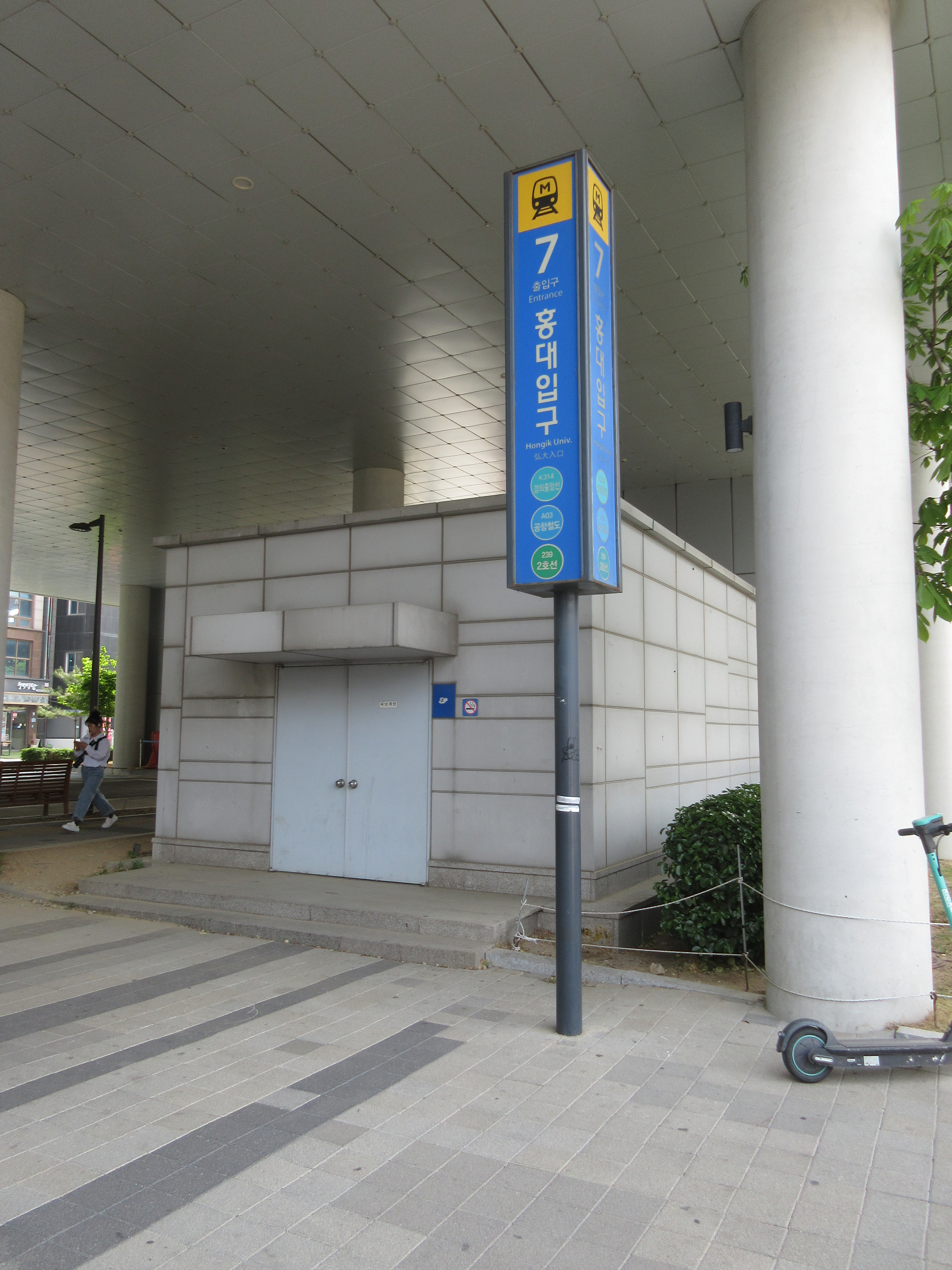
7번 출구
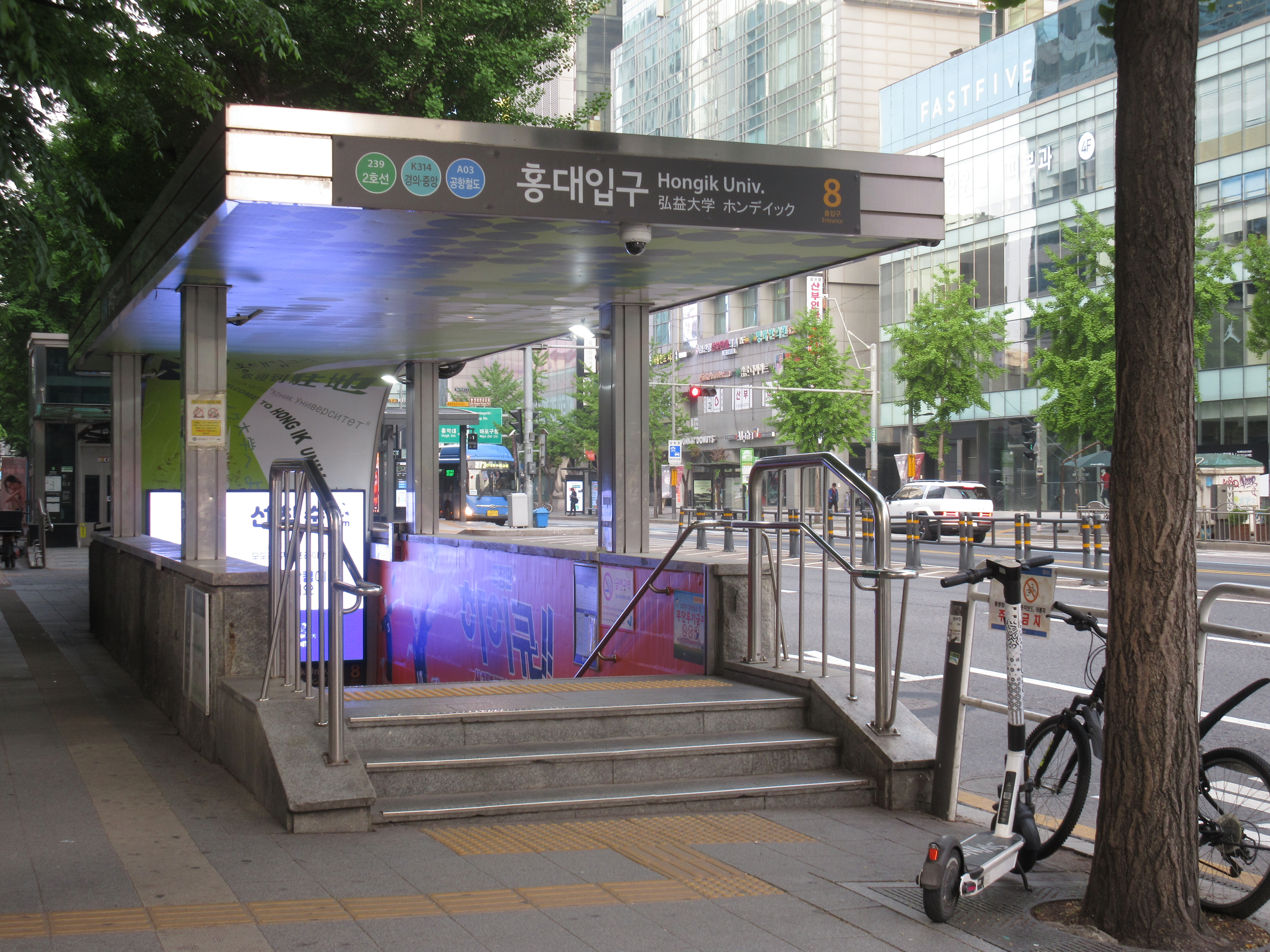
8번 출구
9번 출구
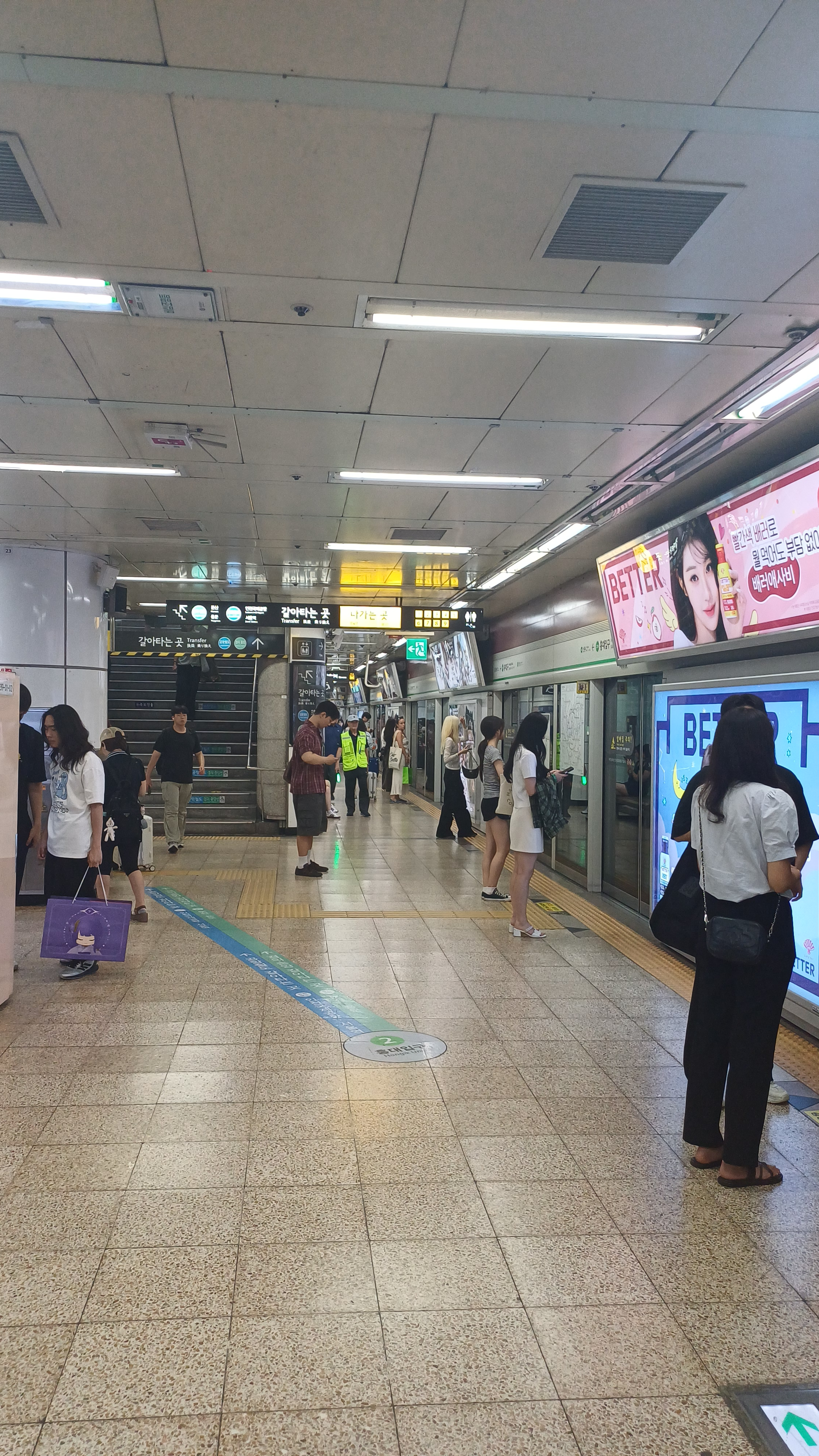
2호선 승강장

## 이용객 변동
공항철도의 2010년 자료는 개통일인 2010년 12월 29일부터 12월 31일까지인 3일 기준으로 환산한 것이며, 용산선의 2012년 자료는 개통일인 2012년 12월 15일부터 12월 31일까지인 17일 기준으로 환산한 것이다.
| 노선        | 노선   | 일평균 인원수 (명/일) | 일평균 인원수 (명/일) | 일평균 인원수 (명/일) | 일평균 인원수 (명/일) | 일평균 인원수 (명/일) | 일평균 인원수 (명/일) | 일평균 인원수 (명/일) | 일평균 인원수 (명/일) | 일평균 인원수 (명/일) | 일평균 인원수 (명/일) | 각주                  | 각주                  | 각주                  | 각주                  | 각주  |
| 노선        | 노선   | 2000년                | 2001년                | 2002년                | 2003년                | 2004년                | 2005년                | 2006년                | 2007년                | 2008년                | 2009년                | 각주                  | 각주                  | 각주                  | 각주                  | 각주  |
| ----------- | ------ | --------------------- | --------------------- | --------------------- | --------------------- | --------------------- | --------------------- | --------------------- | --------------------- | --------------------- | --------------------- | --------------------- | --------------------- | --------------------- | --------------------- | ----- |
| 2호선       | 승차   | 43,060                | 40,803                | 41,096                | 41,663                | 44,052                | 45,770                | 46,456                | 47,892                | 50,820                | 52,782                | [ 4 ]                 | [ 4 ]                 | [ 4 ]                 | [ 4 ]                 | [ 4 ] |
| 2호선       | 하차   | 43,931                | 42,364                | 42,605                | 43,333                | 45,750                | 47,381                | 48,169                | 49,965                | 53,447                | 55,262                | [ 4 ]                 | [ 4 ]                 | [ 4 ]                 | [ 4 ]                 | [ 4 ] |
| 2호선       | 승하차 | 86,991                | 83,167                | 83,700                | 84,996                | 89,802                | 93,150                | 94,625                | 97,857                | 104,267               | 108,044               | [ 4 ]                 | [ 4 ]                 | [ 4 ]                 | [ 4 ]                 | [ 4 ] |
| 노선        | 노선   | 일평균 인원수 (명/일) | 일평균 인원수 (명/일) | 일평균 인원수 (명/일) | 일평균 인원수 (명/일) | 일평균 인원수 (명/일) | 일평균 인원수 (명/일) | 일평균 인원수 (명/일) | 일평균 인원수 (명/일) | 일평균 인원수 (명/일) | 일평균 인원수 (명/일) | 일평균 인원수 (명/일) | 일평균 인원수 (명/일) | 일평균 인원수 (명/일) | 일평균 인원수 (명/일) | 각주  |
| 노선        | 노선   | 2010년                | 2011년                | 2012년                | 2013년                | 2014년                | 2015년                | 2016년                | 2017년                | 2018년                | 2019년                | 2020년                | 2021년                | 2022년                | 2023년                | 각주  |
| 경의·중앙선 | 승차   | 미개통                | 미개통                | 1,829                 | 1,967                 | 2,808                 | 5,326                 | 5,807                 | 5,989                 | 6,033                 | 6,020                 | 3,654                 | 3,739                 | 4,572                 | 5,042                 | [ 5 ] |
| 경의·중앙선 | 하차   | 미개통                | 미개통                | 1,719                 | 2,180                 | 3,118                 | 5,678                 | 6,233                 | 6,477                 | 6,410                 | 6,328                 | 3,812                 | 3,783                 | 4,805                 | 5,465                 | [ 5 ] |
| 2호선       | 승차   | 55,139                | 60,699                | 62,695                | 66,699                | 72,685                | 73,586                | 76,881                | 78,563                | 79,763                |                       |                       |                       |                       |                       | [ 4 ] |
| 2호선       | 하차   | 58,412                | 63,142                | 64,299                | 70,320                | 77,562                | 78,730                | 82,141                | 83,984                | 85,309                |                       |                       |                       |                       |                       | [ 4 ] |
| 2호선       | 승하차 | 113,551               | 123,841               | 126,994               | 137,019               | 150,247               | 152,316               | 159,022               | 162,547               | 165,072               |                       |                       |                       |                       |                       | [ 4 ] |
| 공항철도    | 승차   | 2,665                 | 5,737                 | 14,224                | 19,458                | 22,247                |                       |                       |                       |                       |                       |                       |                       |                       |                       | [ 6 ] |
| 공항철도    | 하차   | 6,471                 | 6,654                 | 17,260                | 21,051                | 23,953                |                       |                       |                       |                       |                       |                       |                       |                       |                       | [ 6 ] |

## 인접한 역
| 서울 지하철 2호선 을지로순환선       | 서울 지하철 2호선 을지로순환선                  | 서울 지하철 2호선 을지로순환선            |
| ------------------------------------ | ----------------------------------------------- | ----------------------------------------- |
| 238 합정 외선 순환                   | ● 서울 지하철 2호선                             | 240 신촌 내선 순환                        |
| 용산선                               |                                                 |                                           |
| K315 가좌 (지하) 문산 방면 문산 방면 | ● 수도권 전철 경의·중앙선 본선 완행 중앙선 급행 | K313 서강대 지평 방면 용문 방면           |
| K315 가좌 (지하) 문산 방면           | ● 수도권 전철 경의·중앙선 경의선 본선 급행      | K312 공덕 용문 방면                       |
| 인천국제공항선                       |                                                 |                                           |
| A02 공덕 서울역 방면                 | ● 인천국제공항철도 일반                         | A04 디지털미디어시티 인천공항2터미널 방면 |